# Meitetsu série 2000
La série 2000 (2000系, 2000-kei) de Meitetsu est un type de rame automotrice exploité depuis 2005 par la compagnie Meitetsu pour desservir l'aéroport international du Chūbu.

## Description
Les 12 rames de la série 2000 sont construites par Nippon Sharyo. Elles comportaient à l'origine 3 voitures, une quatrième voiture étant rajoutée en 2006.
L'espace voyageurs se compose de sièges transversaux en disposition 2+2. Chaque voiture dispose de quatre espaces à bagages.

## Histoire
Les premières rames de la série 2000 sont entrées en service le 29 janvier 2005.
La série a remporté un Laurel Prize en 2006.

## Services
Les rames effectuent les services express μSky entre les gares de l'aéroport international du Chūbu, Meitetsu Nagoya, Meitetsu Gifu et Inuyama.

## Galerie photos

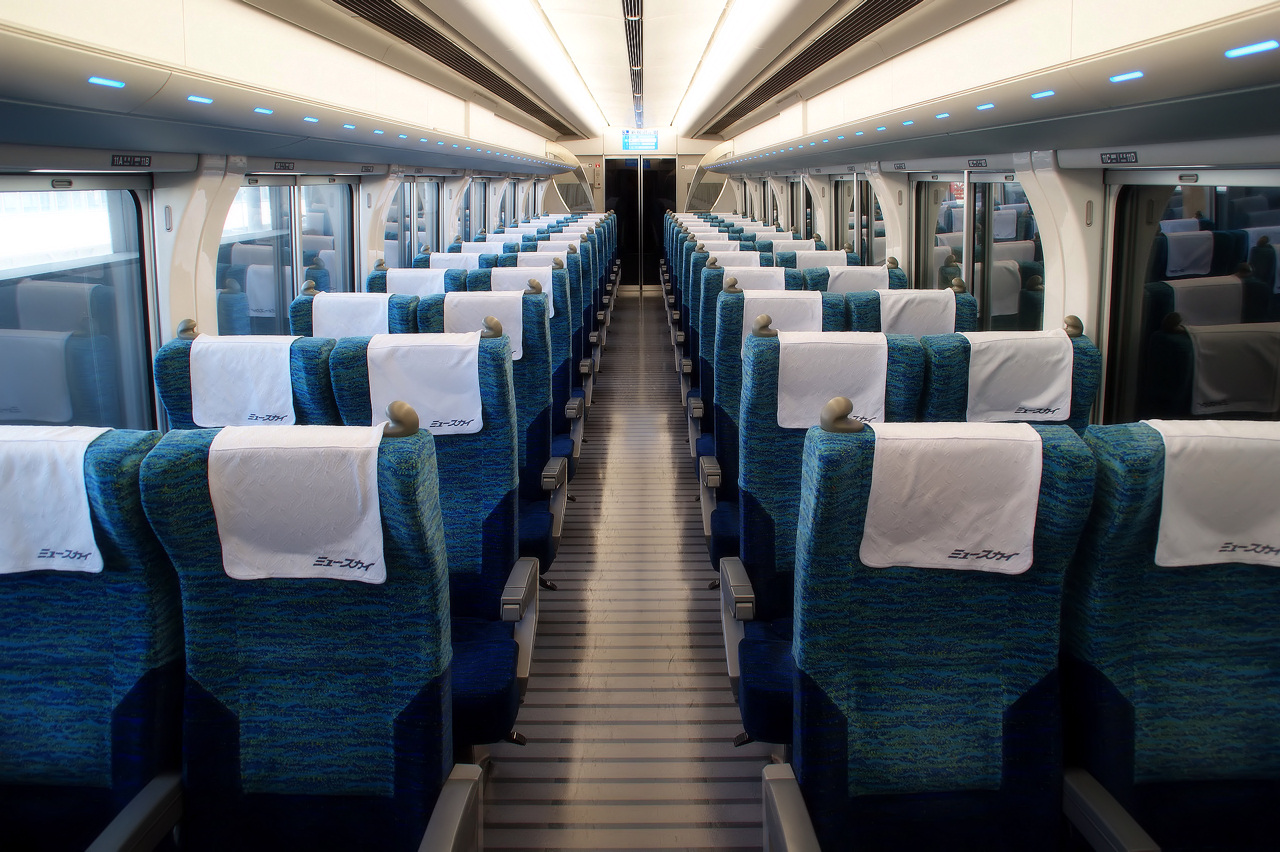
Intérieur de la rame.
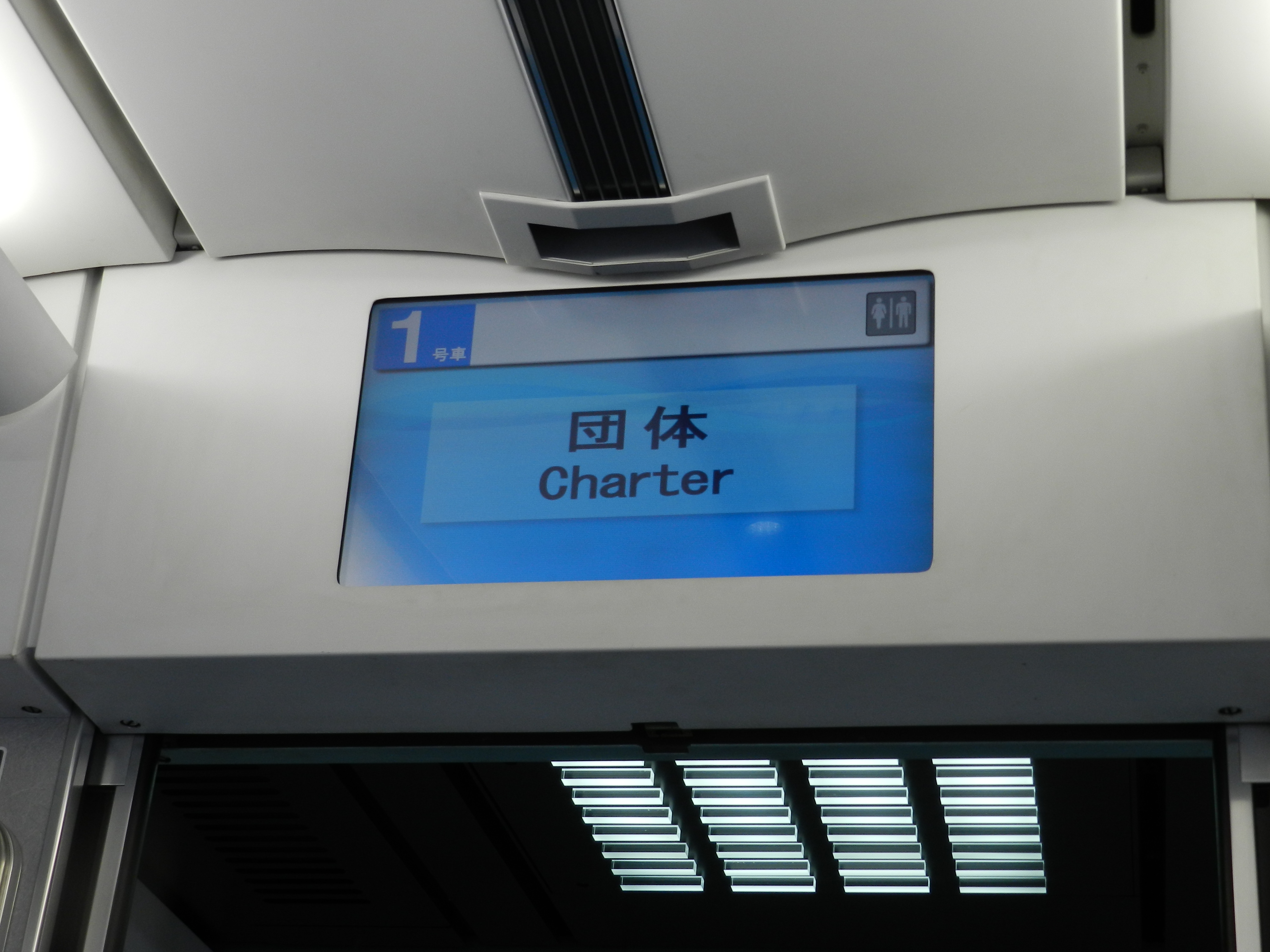
Ecran d'information voyageurs.
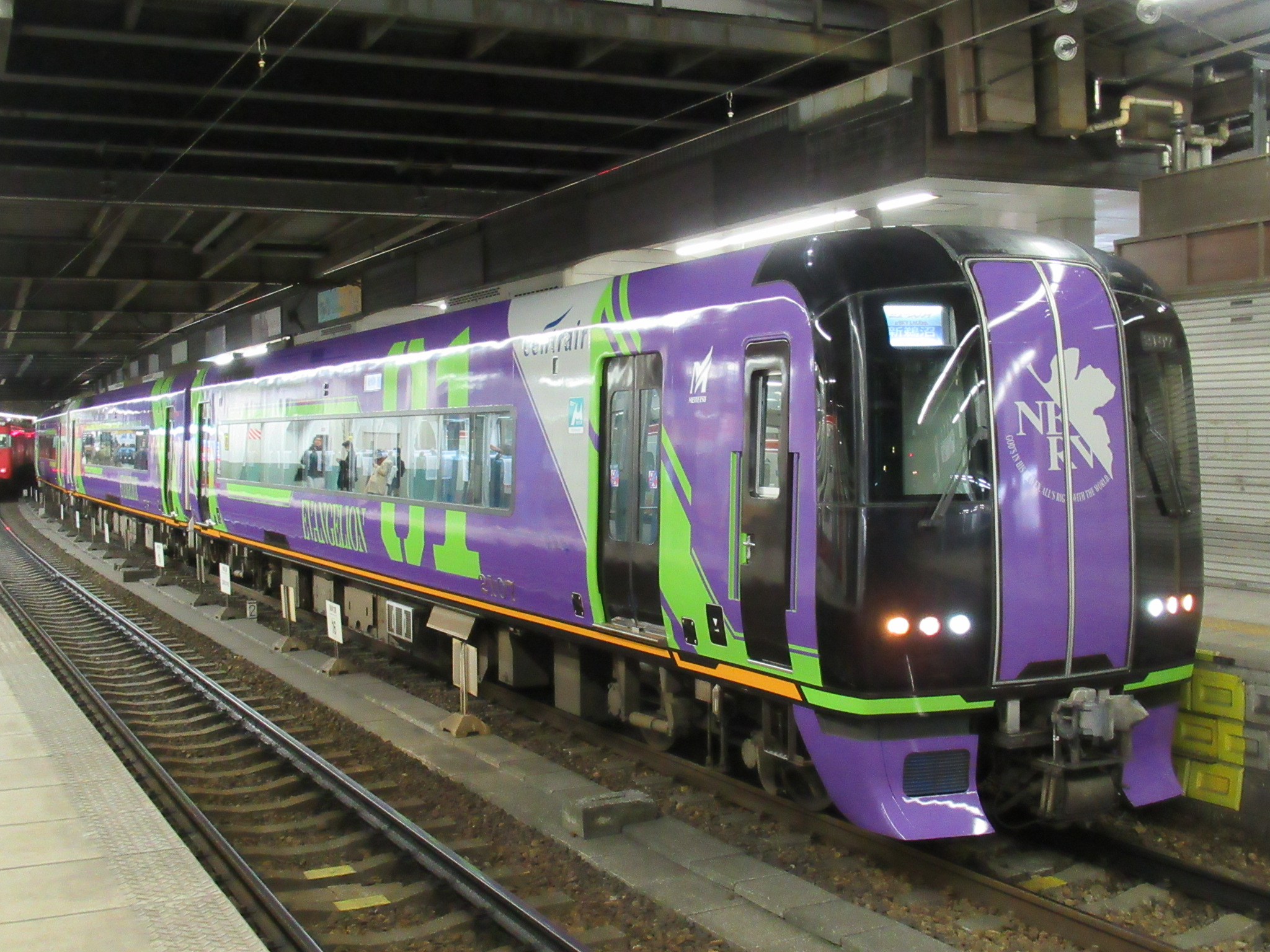
Livrée spéciale Evangelion.